# Codex Regius
Codex Regius ("Kongens bog", islandsk: Konungsbók) er et islandsk manuskript, som antagelig blev nedskrevet i 1270'erne. Indholdet er imidlertid langt ældre. Manuskriptet indeholder 32 digte fra den ældre Edda og er den eneste kilde til de fleste af dem. Codex Regius er skrevet på pergament.
Manuskriptet består af 45 blade. Yderligere otte blade er gået tabt. Denne "store lakune" var afslutningen på heltedigtet Sigrdrífumál (Brynhildarljóð) og størstedelen af Sigurðarkviðu. Lakunen var en inspirationskilde for den engelske forfatter J.R.R. Tolkien (1892-1973), som prøvede at genfortælle de tabte vers i dramaet.
Manuskriptet blev opdaget i 1643 af  håndskriftsamleren Brynjólfur Sveinsson, som var biskop i Skálholt 1639-1674. Sveinsson sendte det i 1662 til Danmark som gave til kong Frederik III, der lod det indlemme i Det Kongelige Biblioteks håndskriftsamling, og derved fik det betegnelsen Codex Regius ɔ: 2365, 4˚. Siden er manuskriptet blevet kendt under navnet Codex Regius, som oprindeligt blot betegnede, at det var hjemhørende i Det Kongelige Biblioteks samling.
Den 21. april 1971 blev manuskriptet sejlet tilbage til Reykjavík ledsaget af en militær eskorte. Det opbevares nu på Árni Magnússon-instituttet som katalognummer GKS 2365 4to.
Den islandske filolog Finnur Jónsson skrev i 1920 om "eddakvadshåndskrifterne":
| Citat                                                                                  | "Håndskrifter. Af egentlige eddakvadshåndskrifter gives der kun to, nemlig codex regius ɔ: 2365, 4˚, i Gml. kongelig samling (det kgl. bibliotek) og 748, 4˚, i den Arna-Magnæanske håndskriftsamling. Bægge er de mangelfulde, det sidste kun et brudstykke. (note 1: "Jfr. hermed Symons: Einleit. § 1—15") Codex regius, der nu består af 45 blade, har en større lakune efter blad 32. Den stammer fra det 13. århundreds sidste halvdel og er et i det hele fortræffeligt håndskrift, foruden at det [på grund af sit omfang og indhold er enestående og en af de største skatte, noget bibliotek ejer (note 2: "Fototypisk udgave v. L. Wimmer og F. Jénsson 1891"). Dets indhold består af alle såkaldte eddakvad med undtagelse af Rígsþula (kun i cod. worm. A. M. 242 fol.), Baldrs draumar (kun i 748), Hyndluljóð (kun i Flatøbogen), Gróttasöngr (kun i cod. reg. af Snorra-Edda), Fjölsvinnsmál og Grógaldr (i yngre papirhåndskrifter), samt endelig nogle mindre brudstykker, som findes i Snorra-Edda. Det andet håndskrift 748 stammer fra det 14. århundreds første halv- eller fjærdedel og indeholder nu kun følgende kvad: Hárbarðsljóð, Baldrs draumar, Skírnismál (v. 1—27), Vafþrúðnismál, (fra v. 19. af), Grímnismál og Hymiskviða samt de første linjer af prosaindledningen til Völundarkviða. Det synes at antyde, at dette håndskrift også har indeholdt heroiske digte. ..." | Citat |
| "Eddakvadenes metriske form, deres overleveringsform, håndskrifter". af Finnur Jónsson | |       |